# San Pedro de Villa Corona
San Pedro de Villa Corona är en ort i Mexiko.   Den ligger i kommunen San Dimas och delstaten Durango, i den centrala delen av landet, 800 km nordväst om huvudstaden Mexico City. San Pedro de Villa Corona ligger 1 565 meter över havet och antalet invånare är 179.
Terrängen runt San Pedro de Villa Corona är huvudsakligen bergig, men norrut är den kuperad. Terrängen runt San Pedro de Villa Corona sluttar söderut. Runt San Pedro de Villa Corona är det mycket glesbefolkat, med 6 invånare per kvadratkilometer. Närmaste större samhälle är Santa Rita, 17,8 km norr om San Pedro de Villa Corona. I omgivningarna runt San Pedro de Villa Corona växer huvudsakligen savannskog.